# Oculus Rift
Rift je prvi gejming igrački sistem za virtuelnu realnost (VR) koji se nosi na glavi. Tokom godina tehnologija virtuelne realnosti je uvek mnogo obećavala, ali nikad nije pruzila obećano. Kao nezavisno preduzeće, Oculus VR je utrošio približno $2.4 miliona za razvoj Oculus Rift-a. Uređaj Oculus Rift je HMD namenjen za stvaranje osećaja virtualne stvarnosti. Iako je primarno zamišljen kao HMD eksplicitno namenjen igrama, njegova upotreba obećava puno više. Njegove stereoskopske naočare su najprirodniji način za gledanje 3D sadržaja.Predstavlja prvi proizvod ovog kvaliteta koji je dostupan širim potrošačima po niskoj ceni. Još uvek se nalazi u fazi razvoja dok je u radu korištena razvojna verzija (Developer Kit). Ova verzija je pojednostavljena verzija finalnog proizvoda i nema sve njegove mogućnosti, što objašnjava nisku rezoluciju prikaza i nedostatak pozicionog praćenja (prati rotaciju glave, ali ne tačnu poziciju). Komercijalna verzija trebalo bi da prati orijentaciju glave, rotaciju i poziciju u prostoru kao i prikazati ih zanemarivo velikom brzinom, iako kombinacija širokog vidnog polja praćenjem pokreta glave i stereoskopskim 3D-om već sada stvara virtualno iskustvo.

## Nastanak
Prva verzija ovog sistema se očekivalo da bude dostupna potrošačima u prvom kvartalu 2015 godine. Oculus VR je na tržište prvo poslao dva probna sistema, prvi DK1 krajem 2012 i drugi DK2 sredinom 2014 godine, pre svega da bi se programerima koji su zaduženi za razvijanje ovog sistema dalo vremena da gejming sistem dovedu do savršenstva. Oculus VR je takođe naglasila da 2015 godine neće puštati još jednu probnu verziju DK3, već da će sledeća verzija biti puštena u prodaju širom sveta.

## Princip rada
Oculus Rift koristi Adjacent Reality Tracker komponentu za praćenje čime postiže praćenje glave od 360 stepeni sa jako malim kašnjenjem. Svaki lagani pokret glave se prati u stvarnom vremenu pružajući prirodno iskustvo u svim mogućim smerovima.Kašnjenje na probnoj verziji iznosi 40ms-60 ms, sa težnjom da u potrošačkoj verziji bude manja od 20 ms. Uz modifikovan firmware radi na frekvenciji ~ 1000 Hz. Koristi kombinaciju žiroskopa, akcelerometra i magnetometra kroz sve tri ose, čime može pratiti apsolutnu orijentaciju glave bez skretanja i s 6° odstupanja. Informacije dobijene od senzora se kombinuju postupkom fuzije senzora (sensor fusion) kako bi dobili orijentaciju glave u stvarnom svetu i sinhronizujemo je sa virtualnom perspektivom korisnika. Najvažniji deo postupka fuzije senzora je integracija podataka ugaone brzine dobijene od žiroskopa.

## Programska podrška
Igre i platforme za igre moraju biti specifično dizajnirani da rade ispravno s uređajem Oculus Rift. Oculus SDK već sad nudi inženjerima programske potpore brojnih mogućnosti za integraciju uređaja s njihovim platformama. SDK uključuje kod, primere i dokumentaciju. Integracija je počela sa personalnim računarima i pametnim telefonima, ali će se proširiti na igračke konzole.
U međuvremenu mnoge kompanije podržavaju Oculus Rift sa svojim igrama, iako je tek u fazi razvoja. Tako, SDK sadrži integraciju s nekim popularnim okruženjima: Unreal Development Kit, i Unreal Engine, kao i Unity 4.Upotrebom besplatnih Dynamic Digital Depth i Vireio Perception VR, ili komercijalnih VorpX drivera olakšano je prebacivanje klasičnih programa s 2D ekrana u virtualno 3D okruženje. Oculus Rift i Oculus SDK trenutno podržavaju Windows, Mac i Linux operativne sisteme

## Probna verzija
Probnu verziju Oculus Rift finansirala je kompanija Kickmaster. Prvenstvena ideja je bila da se kroz njihovo finansiranje probne verzije ovog uređaja momentalno integrišu u svoje igre.

### Probna verzija DK1
U Avgustu 2012 Oculus VR je najavio da će probne verzije DK1 biti poklonjene ljudima iz Kickmaster-a koji su založili, odnosno potpomogli razvijanje softvera sa više od US$300, takođe mesec dana ranije je poslat kontigent od 100 modela Oculus Rift koji još nisu sklopljeni, za ljude koji su pomogli sa više od US$275.
Probna verzija DK1 je mogla da se naruči preko sajta Oculus VR počevši od 26 septembra 2012. Prvog dana prodaja je išla 4-5 kompleta po minutu. Oculus VR je objavio Aprila 2014 godine da su zalihe probne verzije DK1 potrošene i da će se prodaja obustaviti.
Oculus Rift prikazuje scenu kao dve stereo slike, pola ekrana korišćeno je za svako oko. To znači da će ista slika morati dva puta da se iscrta. Iako je prvi prototip uređaja Oculus Rift imao ekran od 14cm, razvojna verzija koristi panel od 17cm, što čini uređaj nešto većim. Međutim, izmena slikovnih elemenata novog panela je znatno veća, smanjujući kašnjenje i blur efekat pri brzim pokretima glave. Takođe ispunjenost slikovnih elemenata je bolja, što smanjuje screen-door effect. LCD je svetliji s dubinom boje od 24 bita po sekundi. Stereoskopski 3D , razvojne verzije se ne preklapa i proširuje prostor vida levog i desnog oka čime oponaša stvarno ljudsko oko. S tim stereoskopski 3D , stvara pogled s izvrsnom dubinom, skaliranjem i paralaksom (prividna promena položaja objekta). Za razliku od 3D iskustva na ekranu ovo se postiže prikazujući jedinstvene i paralelne slike za oba oka. Ukupna rezolucija je 1280x800 što znači da je za svako oko rezolucija 640x400, ali nema 100% preklapanja između oba oka.
Težina uređaja je približno 380g, što je za oko 90g teže nego prototip verzija, samo zbog toga što je ekran povećan sa 14cm na 17cm, i naravno ne uključuje slušalice.
Točkić koji se nalazi sa obe strane uređaja omugućava da se slika približi odnosno odalji, što omogućava korisniku maksimalni ugođaj.
U junu 2013 na samitu Electronic Entertainment Expo, predstavljena je verzija Oculus Rift sa rezolucijom od 1080p. Ceo kod za DK1 dostupan je javnosti u Septembru 2014, kao i šeme, mehanika za uređaj i firmware. Firmware je objavljen pod pojednostavljenom BSM licencom, dok su šeme i mehanika objavljeni pod Creative Commons Attribution 4.0 International License.
- Oculus Rift DK1
- Prednja strana
- Zadnja Strana
- Kontrolna kutija

### Probna verzija DK2
U Martu 2014 na konvenciji GDC Oculus VR je najavio DevKit2 (DK2) koji je sa isporukom krenuo u Julu 2014. Novija verzija je zadržala sve ono što je imala stara verzija uz par nadogradnji i poboljšanja, kao što su rezolucija (960x1080 po oku), veću frekvenciju osvežavanja, bolji AMOLED ekran, poziciona glava za praćenje i mogućnost funkcionisanja bez eksterne kutije.
Na konvenciji je otkriveno da DK2 koristi indentičan ekran kao i Samsung Galaxy Note 3, odnoso baš taj ekran se nalazio na novoj probnoj verziji Rift-a.
U periodu između jula 2014 i februara 2015 prodato je približno 100,000 Oculus Rift DK2 uređaja prema informacijama iz Oculus VR.
- Oculus Rift DK2
- Kamera za praćenje
- DK2 sa infrared diodama za praćenje
- Uzorak ekrana sa DK2

### Korisnička verzija
Korisnička verzija Oculus Rift je još uvek u fazi izrade, najviše će biti usmerena ka potrošačima i ka poboljšanju samog uređaja. Neka očekivanja su da će se rezolucija podići na još viši nivo, glasine na nekim forumima kažu da će rezolucija biti i 4K, takođe razmatra se i poboljšanje glave za praćenje kao i pozicionog praćenja, takođe je u razmatranju i bežično korišćenje što će umnogome olakšati funkcionisanje. Zvuk će biti integrisan unutar samog uređaja tako da neće biti potrebno na glavi nositi i dodatne slušalice. Prve prognoze su bile da će se ova verzija uređaja naći na tržištu u prvom kvartalu 2015 godine, ali je pronalazač Oculus RIft-a Palmer Laki najavio da se uređaj neće pojaviti pre maja 2015.

## Spoljašnje veze
- Званични веб-сајт
- Oculus Developer Forums